# Thomas B. Ward
Thomas Bayless Ward, född 27 april 1835 i Marysville i Ohio, död 1 januari 1892 i Lafayette, Indiana, var en amerikansk demokratisk politiker. Han var ledamot av USA:s representanthus 1883–1887.
Ward studerade vid Wabash College i Crawfordsville i Indiana och utexaminerades från Miami University i Oxford i Ohio. Sedan studerade han juridik och inledde 1857 sin karriär som advokat i Indiana. Han var borgmästare i Lafayette 1861–1865 och tjänstgjorde som domare i Tippecanoe County 1875–1880. År 1883 efterträdde han Charles T. Doxey som kongressledamot och efterträddes 1887 av Joseph B. Cheadle. Ward gravsattes på Spring Vale Cemetery i Lafayette.